# 戊炔

戊炔的三种同分异构体

戊炔可以指：
- 1-戊炔，又稱丙基乙炔
- 2-戊炔，又稱甲基乙基乙炔
- 3-甲基-1-丁炔，又稱異丙基乙炔，异戊炔

|  | 这个同类索引页列出了具有相同或相似标题的化学条目。 除非您是有意链接至本页，否则应将相应条目的内部链接指向正确的条目。 |